# Hermann Knapp (Schriftsteller)
Hermann Knapp (* 8. März 1964 in Steinbach) ist ein österreichischer Schriftsteller.

## Leben
Hermann Knapp lebt mit seiner Familie in Kremsdorf, Ansfelden. Er arbeitet als Redakteur einer niederösterreichischen Wochenzeitung und Schriftsteller. 1997 errang er den zweiten Platz beim Max-von-der-Grün-Preis der Arbeiterkammer Oberösterreich, 2011 wurde ihm beim  Lyrik/Prosa/Märchenpreis „AKUT 11“ in Alberndorf in der Riedmark in der Kategorie Prosa für seinen Text Schuld und Sühne 2068 der 1. Preis verliehen. Knapp ist Mitglied des Linzer Autorenkreises und der Grazer Autorinnen Autorenversammlung.

## Werke
- Abnehmen mit Attila, Satiren und Kurzgeschichten, Arovell Verlag, Gosau 2008
- Odysseus im Supermarkt, Kurzgeschichten, Arovell Verlag, Gosau 2005
- Das geraubte Lachen, Fantasyroman für Kinder ab 12 Jahren, Asaroverlag 2009
- Lieben in Zeiten der Prostata, Kurzgeschichten, Arovell Verlag, Gosau 2012
- Der Tote, der nicht sterben konnte, Roman, Verlag Wortreich, Wien 2016
- Der Auserwählte, Roman, Verlag Wortreich, Wien 2019